# 鸢尾兰
鸢尾兰（学名：Oberonia mucronata）为兰科鸢尾兰属下的一个种。